# Niptus arcanus
Niptus arcanus är en skalbaggsart som beskrevs av Aalbu och Andrews 1992. Niptus arcanus ingår i släktet Niptus och familjen Ptinidae. Inga underarter finns listade i Catalogue of Life.